# Битва при Анвале
Битва при Анвале, в Испании более известная как Катастрофа при Анвале, (исп. Desastre de Annual) — серия боёв в Испанском Марокко между силами испанской оккупационной армии с одной стороны и марокканскими освободителями региона Риф с другой. Битва вылилась в одно из крупнейших поражений испанской армии и привела к острому политическому кризису в Испании и пересмотру колониальной политики по отношению к Рифу.

## Катастрофа при Анвале

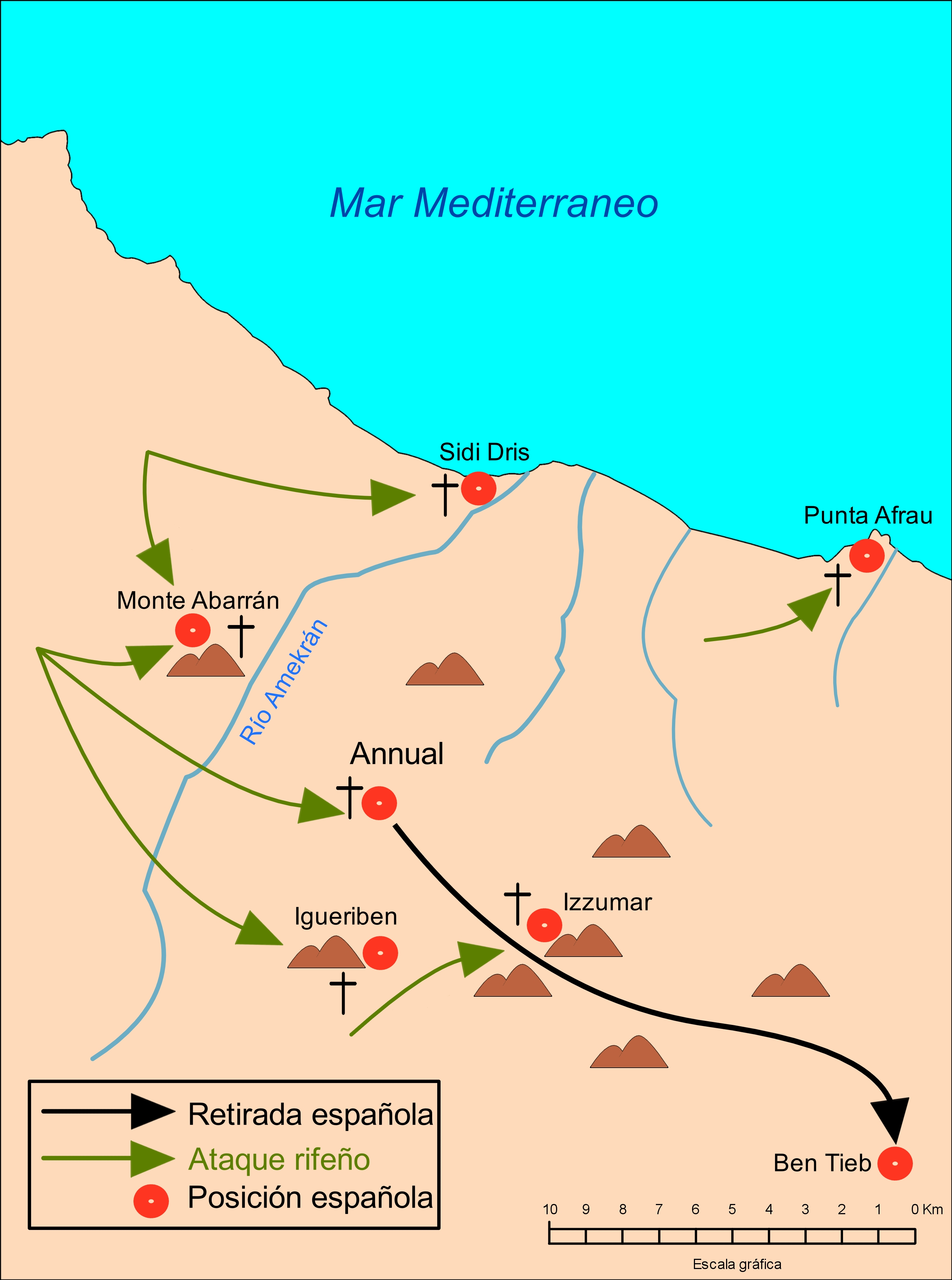
Карта боёв при Анвале.

В начале 1921 года испанская оккупационная армия начала наступление на северо-восток Марокко из ранее удерживаемых ею прибрежных районов. Наступление происходило без должного налаживания удлинявшихся коммуникаций и полного подчинения занятых районов. Гарнизоны на территории, недавно оккупированной испанцами, состояли только из небольших импровизированных блокпостов, в каждом из которых находилось несколько солдат (обычно 12–20 человек). Блокпосты были широко рассредоточены и, как правило, располагались на возвышенностях, вдали от источников воды и не имели хорошей связи с основными позициями.
Многие племена, ранее считавшиеся дружественными, стали активно переходить на сторону Абд аль-Крима, бывшего переводчика испанской администрации в Мелилье, организовавшего сопротивление испанцам. Абд аль-Крим, увидевший рассредоточение испанских гарнизонов по захваченной территории, решил уничтожить их, сосредотачивая против каждого из них превосходящие силы. 1 июня пал Абарран, 21 июля — Игерибен. 22 июля, после осады, продолжавшейся три дня, на побережье был взят Сиди-Дрис, где войска Абд эль-Крима захватили почти весь испанский гарнизон.
В этот же день около трёх тысяч марокканцев атаковали гарнизон Анваля, около пятнадцати тысяч человек, где находился сам командующий оккупационными войсками генерал Сильвестре. Сильвестре, понимая, что оборонять позицию невозможно, решил эвакуировать лагерь. Отход начался в 11 часов утра. Но к тому времени северные высоты, контролировавшие пути отхода, уже были заняты рифами, которые стали обстреливать отходившую колонну. В возникшей суматохе офицеры потеряли контроль над ситуацией, и началось повальное бегство. Сильвестре, который еще находился в лагере, когда началась катастрофа, погиб при невыясненных обстоятельствах, и его останки так и не были найдены. Катастрофа могла быть больше, если бы подразделения так называемых "регуларес" (марокканцев на службе у испанцев) под командованием Ламаса не оказали сопротивление на южных высотах. Это дало беглецам время пройти через узкий проход Изумара.
Те немногие, которым удалось выбраться живыми, под командованием генерала Наварро, заместителя командующего, отступили к Дар-Дриусу, хорошо укрепленной позиции с доступной водой. Без воли к сопротивлению, полагая, что все потеряно, они отступили дальше, к Усику и Тистуину. Наконец, после шести дней изнурительного перехода, они достигли лагеря Монте-Арруит. Здесь 3017 человек Наварро попытались отдохнуть, но вскоре Монте-Арруит также был окружен марокканцами, и его снабжение было прекращено.
9 августа Наварро получил разрешение на капитуляцию от генерала Беренгера, верховного комиссара Испании в протекторате. По условиям соглашения испанцы сложили своё оружие и начали выходить с занимаемой позиции. Однако рифы напали на оккупационных  испанцев обезглавив почти всех. Из трёх тысяч уцелели только 60, в том числе и генерал Наварро.

## Атака Мелильи
Вслед за этим поражением вся чрезмерно растянутая военная структура в Испанском Марокко мгновенно рухнула. Местные берберские племена, ещё недавно считавшиеся союзниками Испании, стали активно блокировать и нападать на испанские посты и саботировать линии снабжения. Более двадцати испанских форпостов было захвачено, а их гарнизоны вырезаны. Некоторые посты, находившиеся на побережье, смогли эвакуироваться при помощи испанского флота, гражданское же население бежало на французские территории.
Мелилья, старейшая колония Испании в Африке, находилась всего в 40 км, однако не имела никакой возможности помочь, более того, сама оказалась в крайне затруднительном положении — город не был готов к военным действиям, отсутствовали какие бы то ни было войска. Сама Мелилья была спасена чудом — соседние племена отказались содействовать Абд аль-Криму, а за то время, что было потрачено на переговоры с ними, в Мелилью подоспело подкрепление.
Ещё в начале 1921 года южнее Тетуана были сформированы элитные части Армии Африки, состоявшие из Испанского легиона (нового подразделения, образованного только в 1920 году по подобию Французского Иностранного легиона) и Регуляров (исп. Fuerzas Regulares Indígenas — пехота и кавалерия, набранные в Марокко). Промедление Абд аль-Крима позволило перебросить эти отряды в Мелилью морем и удержать город. Более того, к концу ноября испанцы смогли отбить обратно Монте Арруит. В этой кампании фактическое руководство Испанским Иностранным легионом, в должности заместителя командира, осуществлял Франсиско Франко.

## Результаты
В итоге этих событий испанские потери составили, по разным оценкам, от 10 до 20 тыс. убитых и раненых, более 20 тыс. ружей, 400 пулемётов, 129 пушек. Потери рифских повстанцев подсчитать тяжело, но они были сравнительно невелики — около 1000 убитых.
В самой Испании разразился серьёзный политический кризис, который послужил одной из причин падения авторитета испанской монархии в течение следующего десятилетия и установлению Второй Испанской Республики.

## В литературе
Этой битве посвящены романы известных испанских писателей: Рамона Хосе Сендера и Артуро Бареа.